# 戈奇山
43°32′11″N 20°50′44″E / 43.53639°N 20.84556°E

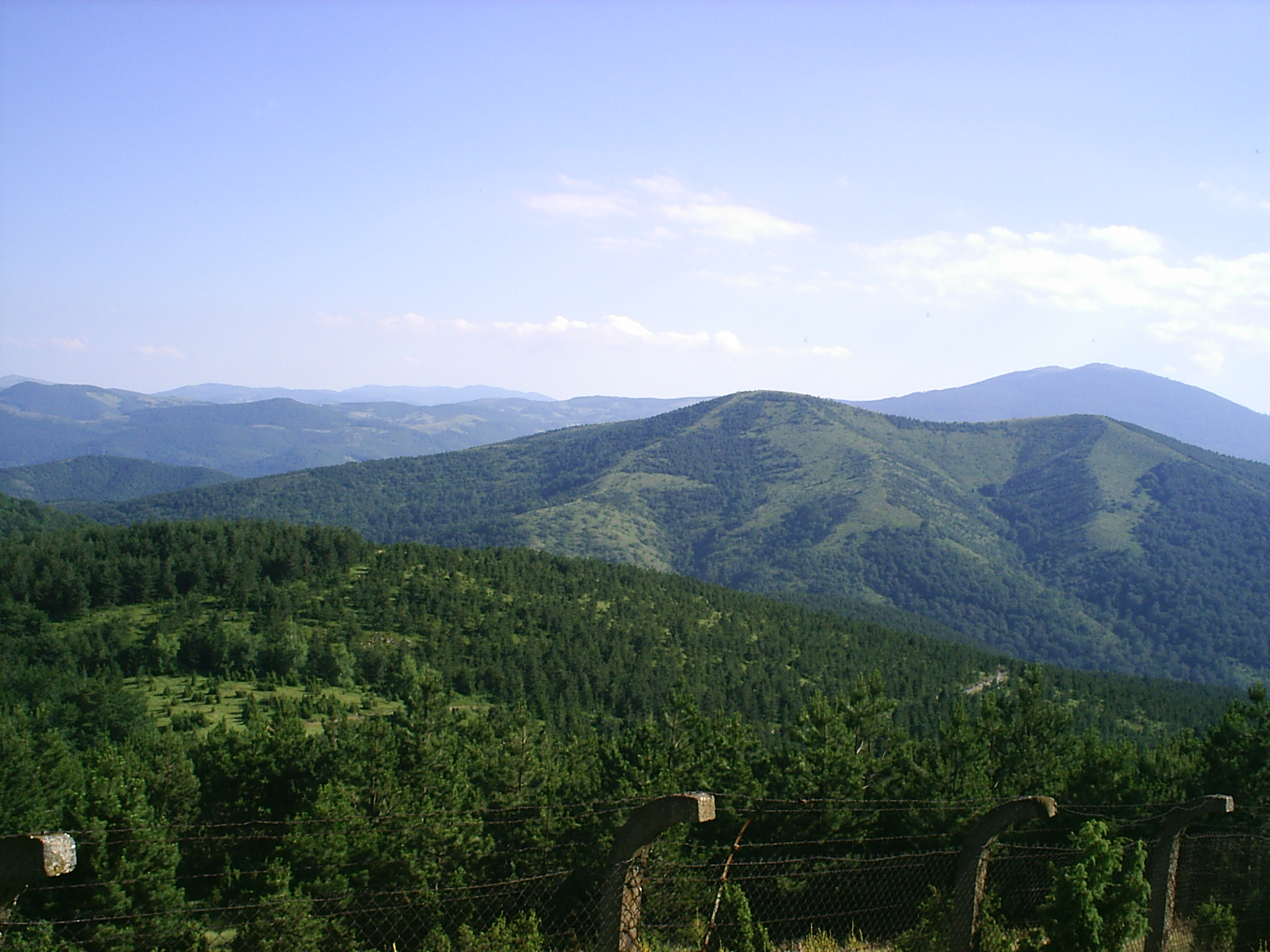

戈奇山是塞爾維亞的山峰，位於該國中部，處於弗爾尼亞奇卡礦泉鎮以南15公里，海拔高度1,216米，是受歡迎的遠足和登山目的地。